# Smukłodziobek brązowogrzbiety
Smukłodziobek brązowogrzbiety (Euscarthmornis margaritaceiventer) – gatunek małego ptaka z rodziny muchotyranikowatych (Pipromorphidae). Występuje w Ameryce Południowej od Kolumbii po Argentynę. Niezagrożony wyginięciem.

## Taksonomia
Gatunek ten często zaliczany jest do rodzaju Hemitriccus. Wyróżnia się 9 podgatunków. Niekiedy za jego podgatunek uznawano także tyraneczka samotnego (Myiornis inornatus).  

## Zasięg występowania
Smukłodziobek brązowogrzbiety występuje w zależności od podgatunku:
- E. margaritaceiventer impiger – smukłodziobek północny[4] – północno-wschodnia Kolumbia i północna Wenezuela
- E. margaritaceiventer septentrionalis – smukłodziobek kolumbijski[4] – górna część Valle del Río Magdalena (zachodnio-centralna Kolumbia)
- E. margaritaceiventer chiribiquetensis – góry Chiribiquete (w całości objęte przez Park Narodowy La Serranía de Chiribiquete; południowa Kolumbia)
- E. margaritaceiventer duidae – smukłodziobek górski[4] – góry stołowe (tepui) w południowej Wenezueli
- E. margaritaceiventer auyantepui – południowo-wschodnia Wenezuela
- E. margaritaceiventer breweri – południowo-centralna Wenezuela
- E. margaritaceiventer rufipes – centralne Peru do północno-zachodniej Boliwii
- E. margaritaceiventer margaritaceiventer – smukłodziobek brązowogrzbiety[4] – wschodnia Boliwia do centralnej i południowej Brazylii, Paragwaj i północno-wschodnia Argentyna
- E. margaritaceiventer wuchereri – wschodnia Brazylia

Zasiedla zakrzewienia i suche lasy do wysokości 2000 m n.p.m.

## Morfologia
Długość ciała wynosi 10–10,5 cm, w tym dzioba 12,5–13,5 mm i ogona 34–42 mm. Skrzydło mierzy 40–45,5 mm. Osobniki dorosłe w większości bure. Wierzch ciała szarobrązowy do brązowooliwkowego. Skrzydła szarobrązowe, obrzeżenia lotek i pokryw skrzydłowych tworzących dwa paski płowe. Ogon szary. Spód ciała biały w jasnoszare pasy. Tęczówki białożółte, czerwonopomarańczowa obrączka oczna. Nogi i stopy różowawe. Nie jest znany wygląd osobników młodych, przypuszczalnie są ciemniejsze. Masa ciała waha się między 6,9 a 9 g.

## Behawior
Lata jedynie na krótkie dystanse. Pożywienie stanowią owady zbierane ze spodu liści.

## Lęgi
Okres lęgowy trwa od stycznia do czerwca w Kolumbii i od października do grudnia w Peru, Boliwii i Argentynie. Gniazdo, umieszczone 0,5–3 m nad ziemią, ma kształt kopulasty z bocznym wejściem blisko jego spodu. Budulec stanowią suche trawy, włókna roślinne i puch. Wyściółkę stanowi puch roślinny. W lęgu 1–2 jaja (rzadko 3). Inkubacja trwa 13–15 dni, wysiaduje jedynie samica. Młode są karmione przez oboje rodziców. Są w pełni opierzone po 13–14 dniach od wyklucia.

## Status
IUCN uznaje smukłodziobka brązowogrzbietego za gatunek najmniejszej troski (LC, Least Concern) nieprzerwanie od 1988 roku. Liczebność światowej populacji nie została oszacowana, ale ptak ten opisywany jest jako pospolity. Ze względu na brak dowodów na spadki liczebności bądź istotne zagrożenia dla gatunku BirdLife International uznaje trend liczebności populacji za stabilny.